# Fiona Ferrová

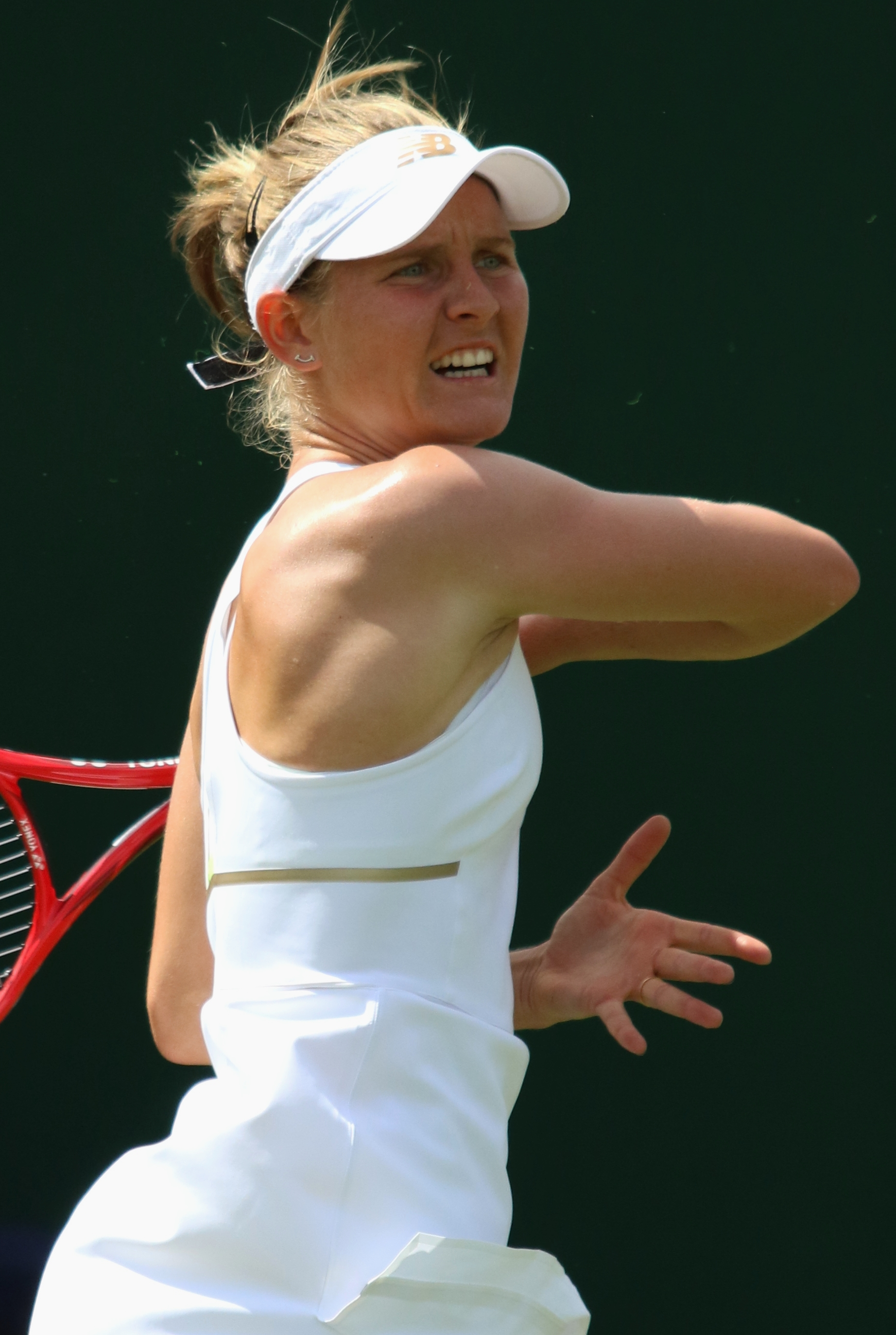
Na úvod Wimbledonu 2019 uhrála Ferrová jen dva gemy na Elise Mertensovou

Fiona Ferrová, nepřechýleně Ferro, (* 12. března 1997 Libramont) je francouzská profesionální tenistka narozená v Belgii. Ve své dosavadní kariéře na okruhu WTA Tour vyhrála dva singlové turnaje. V rámci okruhu ITF získala šest titulů ve dvouhře a jeden ve čtyřhře.
Na žebříčku WTA byla ve dvouhře nejvýše klasifikována v březnu 2021 na 39. místě a ve čtyřhře pak v květnu téhož roku na 257. místě. V prosinci 2019 se trenérem stal Emmanuel Planque.
Ve francouzském fedcupovém týmu debutovala v roce 2019 čtvrtfinálem Světové skupiny proti Belgii, v němž prohrála s Pauline Parmentierovou závěrečnou čtyřhru. Francouzky zvítězily 3:1 na zápasy a následně celý ročník ovládly. Do dubna 2021 v soutěži nastoupila k jedinému mezistátnímu utkání s bilancí 0–0 ve dvouhře a 0–1 ve čtyřhře.
V sezóně 2019 odehrála nejdelší zápas ročníku, když v úvodním kole kantonského Guangzhou International Women's Open 2019 podlehla za 3.27 hodiny Ukrajince Katarině Zavacké ve třech setech.

## Soukromý život
Narodila se roku 1997 v belgickém Libramontu do rodiny Catherine a Fabrizia Ferrových, kteří ve městě vlastnili restauraci. Matka pochází z Belgie a otec má francouzsko-italské předky. Ve věku jednoho roku se s rodiči přestěhovala na jih Francie, kde se rodina stala vlastníkem dvou hotelů ve Valbonne. V tomto středisku začala hrát tenis od sedmi let.

## Tenisová kariéra
V žákovském a juniorském tenise se stala singlovou mistryní Francie v kategoriích 13letých, 16letých a 18letých. Na juniorském kombinovém žebříčku ITF nejvýše figurovala v červnu 2013 na 27. příčce.
V rámci hlavních soutěží událostí okruhu ITF debutovala v únoru 2012, když na turnaj ve francouzském Bronu s dotací 10 tisíc dolarů obdržela divokou kartu. Ve čtvrtfinále uhrála jediný gem na Ukrajinku Anastasiji Vasyljevovou. Premiérový singlový titul v této úrovni tenisu vybojovala v únoru 2018 na grenobelském turnaji s rozpočtem 25 tisíc dolarů. Ve vyrovnaném finále přehrála Lucemburčanku Eléonoru Molinarovou až v tiebreaku rozhodující sady.
Na okruhu WTA Tour, vyjma grandslamu, debutovala na únorovém Abierto Mexicano Telcel 2017 v Acapulku. Jako kvalifikantka na úvod dvouhry podlehla americké nasazené pětce Christině McHaleové. Do čtvrtfinále se premiérově probojovala na kantonském Guangzhou International Women's Open 2018 po vítězství nad turnajovou osmičkou Čeng Saj-saj. Mezi poslední osmičkou hráček však nenašla recept na turnajovou pětku Julii Putincevovou z Kazachstánu.
Debut v hlavní soutěži nejvyšší grandslamové kategorie přišel v ženském singlu French Open 2014, do něhož obdržela divokou kartu. V úvodním kole ji vyřadila Němka Sabine Lisická. První grandslamový zápas vyhrála na French Open 2018, kde přehrála další německou hráčku Carinu Witthöftovou. Následně však nestačila na třetí nasazenou Španělku Garbiñe Muguruzaovou. Do třetí fáze postoupila na US Open 2019 po zvládnutém duelu s krajankou Kristinou Mladenovicovou.
Premiérový titul na okruhu WTA Tour získala na antukovém Ladies Open Lausanne 2019. Ve finále zdolala obhájkyni trofeje a turnajovou trojku Alizé Cornetovou po třísetovém průběhu. Druhé turnajové vítězství pak slavila na Palermo Ladies Open 2020 po dvousetové výhře nad Anett Kontaveitovou. Turnaj představoval první podnik okruhu WTA hraný po pětiměsíční pauze způsobené pandemií koronaviru.

## Trenérské vedení
Přehled trenérů:
- Pierre Bouteyre (2010 – červen 2016)[12]
- Georges Goven (únor 2017 – září 2017)
- Stéphane Huet (září 2017 – říjen 2019)
- Emmanuel Planque (od prosince 2019)

## Finále na okruhu WTA Tour
| Legenda                           |
| --------------------------------- |
| D – dvouhra; Č – čtyřhra          |
| Grand Slam (0)                    |
| Turnaj mistryň (0)                |
| Premier Mandatory & Premier 5 (0) |
| Premier (0)                       |
| International (2–0 D)             |

### Dvouhra: 2 (2–0)
| Stav    | č. | datum         | turnaj              | kategorie     | povrch | soupeřka ve finále | výsledek      |
| ------- | -- | ------------- | ------------------- | ------------- | ------ | ------------------ | ------------- |
| Vítězka | 1. | červenec 2019 | Lausanne, Švýcarsko | International | antuka | Alizé Cornetová    | 6–1, 2–6, 6–1 |
| Vítězka | 2. | srpen 2020    | Palermo, Itálie     | International | antuka | Anett Kontaveitová | 6–2, 7–5      |

## Finále série WTA 125
| Legenda                  |
| ------------------------ |
| D – dvouhra; Č – čtyřhra |
| WTA 125 (0–1 D)          |

| Stav       | č. | datum      | turnaj                 | povrch | soupeřka ve finále | výsledek |
| ---------- | -- | ---------- | ---------------------- | ------ | ------------------ | -------- |
| Finalistka | 1. | srpen 2023 | Barranquilla, Kolumbie | tvrdý  | Tatjana Mariová    | 1–6, 2–6 |

## Tituly na okruhu ITF
| Legenda         | Legenda         |
| --------------- | --------------- |
| Turnaje W100    | Turnaje W80     |
| Turnaje W75/W60 | Turnaje W50     |
| Turnaje W35/W25 | Turnaje W15/W10 |

| č. | datum         | turnaj               | kategorie | povrch    | soupeřka ve finále   | výsledek                |
| -- | ------------- | -------------------- | --------- | --------- | -------------------- | ----------------------- |
| 1. | únor 2018     | Grenoble, Francie    | W25       | tvrdý (h) | Eléonora Molinarová  | 6–4, 6–7(5–7), 7–6(7–3) |
| 2. | červen 2018   | Padova, Itálie       | W25       | antuka    | Ljudmila Samsonovová | 7–5, 6–3                |
| 3. | červen 2018   | Montpellier, Francie | W25       | antuka    | Catalina Pellová     | 6–4, 6–3                |
| 4. | červenec 2018 | Olomouc, Česko       | W80       | antuka    | Karolína Muchová     | 6–4, 6–4                |
| 5. | únor 2023     | Monastir, Tunis      | W15       | tvrdý     | Cristiana Ferrandová | 6–4, 6–3                |
| 6. | červen 2023   | Biarritz, Francie    | W60       | antuka    | İpek Özová           | 7–5, 6–3                |

| č. | datum     | turnaj               | kategorie | povrch | spoluhráčka       | soupeřky ve finále            | výsledek    |
| -- | --------- | -------------------- | --------- | ------ | ----------------- | ----------------------------- | ----------- |
| 1. | září 2023 | Le Neubourg, Francie | W80       | tvrdý  | Alina Kornějevová | Maryna Kolbová Nadija Kolbová | 7–6(7), 7–5 |